# Ernest Hemingway

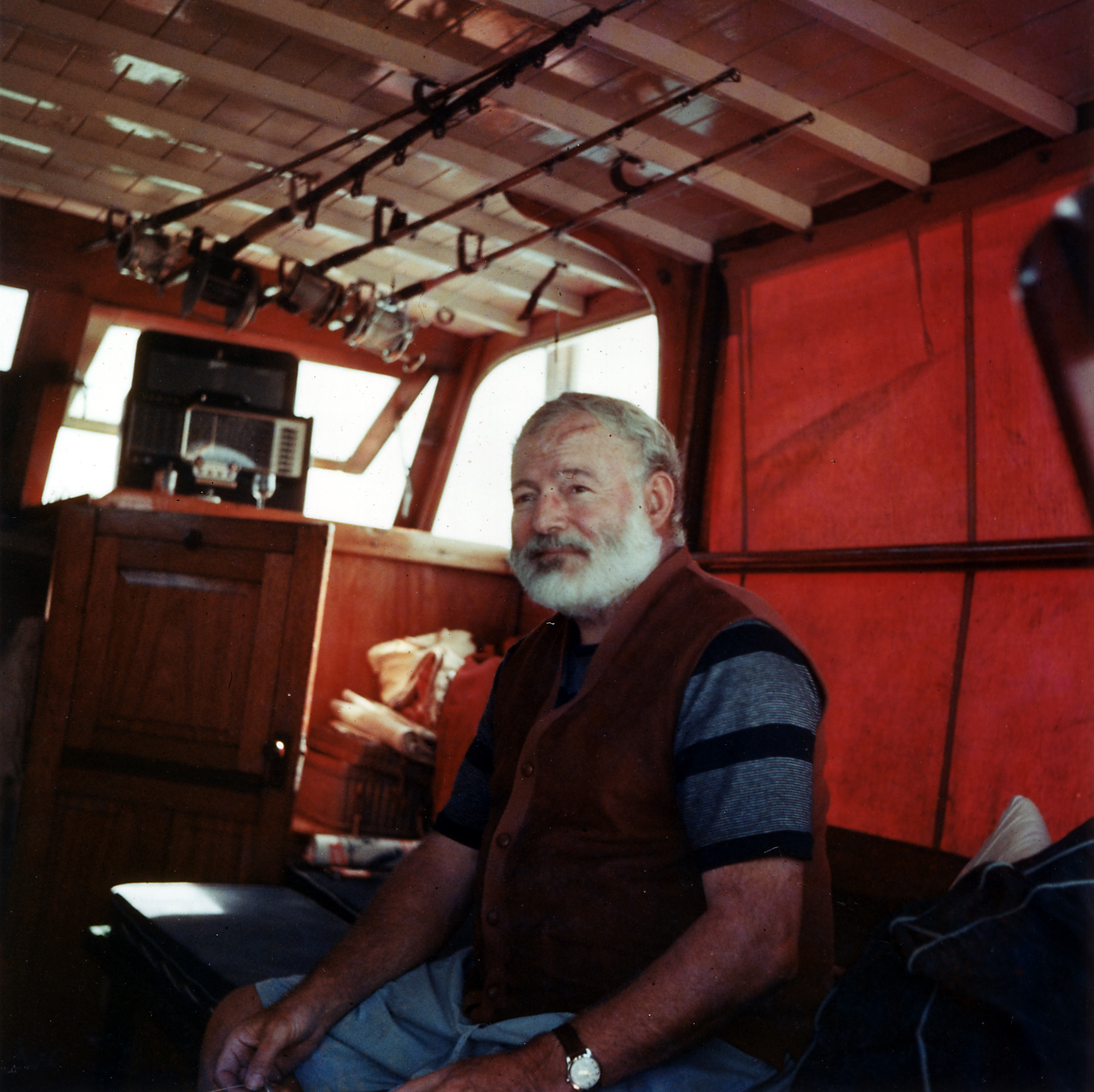
Hemingway în 1950

Ernest Miller Hemingway   (n. 21 iulie 1899, Oak Park, Cook County, Illinois, SUA – d. 2 iulie 1961, Ketchum⁠(d), Idaho, SUA) a fost un romancier, nuvelist, prozator, reporter de război, laureat al Premiului Pulitzer în 1953, laureat al Premiului Nobel pentru Literatură în 1954, unul dintre cei mai cunoscuți scriitori americani din întreaga lume.
Opera sa are ca sursă o experiență de viață profundă și originală, relatând, conform concepției scriitorului, „lucrurile cele mai simple în modul cel mai simplu”, într-o proză energică, aspră, dură, cu o mare economie a mijloacelor stilistice și susținută de un ton colocvial, stil pe care scriitorul însuși îl denumise teoria aisbergului (în original iceberg theory).

## Motivația Juriului Nobel
„ pentru măiestria artei narative, foarte recent demonstrată în «Bătrânul și marea» și pentru influența pe care a exercitat-o  asupra stilului contemporan” 
În luna octombrie a anului 1954, Ernest Hemingway a primit Premiul Nobel pentru Literatură. Hemingway se simțea slăbit și, în consecință, se afla în incapacitatea de a participa la ceremonia de decernare a premiilor. Un diplomat american din Suedia va fi prezent la această ceremonie în numele lui Hemingway. Textul discursului de primire pe care diplomatul american l-a citit în numele său era acesta: „Stimați membri ai Academiei Suedeze, Doamnelor și Domnilor neavând priceperea și dezinvoltura pentru a susține un discurs, nici cunoștințe de oratorie sau de retorică necesare, doresc să mulțumesc organizatorilor pentru generozitatea lui Alfred Nobel de a oferi acest premiu. Niciun autor care îi cunoște pe marii scriitori ce nu au primit acest premiu nu îl poate accepta decât cu modestie. Nu este necesar să îi menționez pe acești scriitori. Fiecare dintre cei prezenți aici își poate contura propria sa listă, după cunoștințele și conștiința sa. Îmi este imposibil să îl rog pe ambasadorul țării să citească un discurs în care un scriitor vrea să exprime tot ceea ce se află în sufletul său. Într-o scriere, lucrurile nu pot fi deslușite imediat, și autorul este norocos dacă se întâmplă așa¡ în cele din urmă însă, ele devin destul de clare, atât prin ele însele, cât și datorită gradului de alchimie pe care autorul îl deține, îl va fi suferit sau îl va fi uitat. Scrisul presupune o viață solitară.[...] Am vorbit prea mult pentru un scriitor. Un scriitor trebuie să scrie ceea ce vrea să spună și nu să vorbească despre asta. Încă o dată, vă mulțumesc. “

## Biografie
Familie
Ernest Hemingway s-a născut la data de 21 iulie 1899 la Oak Park, Illinois, o suburbie a orașului Chicago, în familia unui medic. A fost cel de-al doilea copil al cuplului Clarence Edmonds Hemingway și Grace Hemingway. Clarence era medic și avea un cabinet particular. Fiului său i-a dat numele Ernest după bunicul mamei sale, Ernest Hall. Familia Hemingway a mai avut și alți copii după nașterea lui Ernest. Ernest se afla în concurență cu sora lui mai mare, Marcelline, care se născuse cu un an înaintea lui. Grace își dorise ca al doilea copil să fie tot fată, dar pentru că nu a fost așa, și-a îndreptat întreaga afecțiune spre sora mai mare a lui Ernest, Marcelline. Mai târziu, Ernest Hemingway își amintește faptul că, pentru a atrage atenția mamei sale, începuse încă de mic să folosească un limbaj necuviincios și jignitor. Pe când avea doi ani, într-o vară, tatăl său îl ia pentru prima oară la pescuit în regiunea Wallon Lake, unde avea o casă de vacanță. Micuțul Ernest prinde cel mai mare pește și reușește chiar să-l aducă singur la mal. După acest episod, pescuitul va rămâne pasiunea lui pentru tot restul vieții.
Ernest Hemingway a avut patru soții: Elizabeth Hadley Richardson, Pauline Marie Pfeiffe,  Martha Ellis Gellhorn, Mary Welsh.
Prima sa soție, Hadley Richardson, era cu opt ani mai în vârstă decât el și destul de înstărită. L-a trăit susținut financiar până când au început să i se vândă cărțile. Relația lor s-a deteriorat din momentul în care Hemingway a cunoscut-o pe Pauline Pfeiffer, o fată zveltă, mult mai bogată decât Hadley. După ce a divorțat de Hardley, Pauline Pfeiffer devine a doua sa soție. Pauline i-a dăruit doi fii, Patrick și Gregory. În 1931, căsătoria lor a intrat  în declin, deoarece Hemingway  are relație cu Jane Mason, cu 14 ani mai tânără decât el, o fire depresivă, care  a încercat să se sinucidă și a reușit să-și frângă coloana, atunci când Hemingway și-a pierdut interesul pentru ea. Martha Gellforn, cea de-a treia soție a lui Hemingway, a fost reporteră și scriitoare, cu aproape zece ani mai tânără decât el și provenea din rândul înaltei burghezii din Midwest. Nu au avut copii, însă au adoptat unul. Ea se căsătorise cu Hemingway în primul rând pentru că era un scriitor vestit, ceva ce și-ar fi dorit cu ardoare să fie și ea. S-au despărțit la sfârșitul anului 1944. Cea de-a patra soție, Mary Welsh, a fost  ziaristă la Time, nu era o ambițioasă precum Martha, însă era harnică și isteață. Ea a renunțat complet la ziaristică pentru a se mărita cu el și i-a fost alături până la sfârșitul vieții.
Hemingway a suferit  timp de decenii de depresie și alcoolism. Trăia  izolat, nu mai vorbea cu nimeni, își închipuia chiar că FBI-ul îi supraveghează locuința. A fost internat de zeci de ori în spital, tratat prin terapie electroconvulsivă și a avut o tentativă de sinucidere. În dimineața zilei de 2 iulie 1961, s-a sinucis cu arma preferată. 
„A murit aşa cum n-ar fi vrut să piară nici un erou al său: ros de boală, înfricoşat de viaţă, incapabil să mai lupte cu un public care nu-l mai iubea şi începuse să-l uite”—Hall Sidney, American Scholar, Spring 1974, p. 106

## Reporter de război
După terminarea școlii secundare nu-și continuă studiile, ci pleacă în orașul Kansas City, unde se angajează reporter la ziarul Kansas City Star. 
De aici, în 1918, se înrolează ca voluntar în formațiile auxiliare ale Crucii Roșii americane și e repartizat într-o unitate de ambulanțe care acționa pe frontul din Italia. E rănit de explozia unui obuz în apropiere de Fossalta di Piave și e distins cu decorațiile italiene Medalia d'Argento al Valore Militare și Croce al Merito di Guerra. După război, s-a întors acasă, apoi  a plecat la Paris în calitate de corespondent străin pentru Toronto Star. Aici și-a început cariera de scriitor. Cele trei cărți scrise în anii ʼ20 sunt: „Pe vremea noastră” (1924) și romanele „Și soarele răsare” (1926), „Adio arme”(1929).
În timpul Războiului Civil din Spania a fost corespondent al agenției americane NANA (North American Newspaper Alliance) în Spania, în patru rânduri: prima oară din februarie până în mai 1937; apoi din august 1937 până în ianuarie 1938; apoi din martie până în mai 1938 și din septembrie 1938 până la retragerea de pe Ebru. În călătoria din februarie 1937, având ca țintă finală Madridul, s-a deplasat mai întâi cu vaporul până în Franța, apoi de la Toulouse (Franța) cu avionul la Barcelona, Valencia și Alicante, apoi pe câmpul de luptă de la Guadalajara, la Brihuega. În reportajele trimise ziarelor americane, Hemingway nu a rămas un simplu corespondent de război al agenției NANA, ci a trimis mesaje de solidaritate cu lupta dusă de republicani cu forțele intervenționiste reunite ale Germaniei hitleriste, ale Italiei musoliniene și ale rebelilor spanioli conduși de generalul Franco. A început, împreună cu cineastul olandez Joris Ivens, turnarea unui film despre Spania, al cărui scenariu și comentariu au fost scrise de autorul american.
Într-un articol publicat mai întâi în revista Verve și apoi într-o cărticică ce cuprindea și scenariul filmului Spanish Earth (Pământ spaniol), Hemingway relatează împrejurările în care a fost creat acest film-mărturie despre lupta poporului spaniol pentru libertate.
În al doilea an al Războiului Civil din Spania (1937), Hemingway se întoarce în SUA și participă la al doilea Congres al Scriitorilor Americani. La Congres, el rostește primul său „discurs public” în care a explicat atitudinea sa și rațiunile care l-au făcut să plece în Spania. Din discurs transpar, fără tăgadă, convingerile sale antifasciste:
„Un scriitor care nu minte nu poate trăi și lucra într-un regim fascist...Fascismul este o minciună, și de aceea e condamnat la sterilitate literară. O dată dispărut, el nu va avea altă istorie decât istoria sângeroasă a asasinatului, care e foarte cunoscută și pe care câțiva dintre noi au văzut-o cu ochii lor în aceste luni din urmă.”
Hemingway s-a reîntors în Spania și într-un hotel din Madrid, hotelul „Florida”, expus focului bateriilor intervenționiștilor nemți, a scris piesa Coloana a cincea (The Fifth Column), al cărei erou, Philip Rawlings, se expune în misiuni de luptă periculoase și își transformă probabila moarte dintr-o înfrângere într-o victorie.
În timpul celui de-al doilea război mondial, a participat la misiuni alături de Forțele Aeriene Regale și, după invadarea Normandiei, s-a alăturat unei unități neregulate care a reprezentat avangarda forțelor franceze ale lui Leclerc angajate în eliberarea Parisului.

## Opera
În calitatea sa de reporter de război, atât în Primul Război Mondial, (1917 – 1918), cât și în Al Doilea Război Mondial, (1939 – 1945), dar și în Războiul civil spaniol, (1936 – 1939), autor de povestiri, nuvelist și romancier, Ernest Hemingway impresionează prin utilizarea unui număr minim de mijloace stilistice și artistice în obținerea unui impact emoțional și imaginativ maxim asupra cititorului.  Din acest punct de vedere, unii critici literari îl considera un exponent al minimalismului în literatură, deși Hemingway nu a gândit niciodată opera sa în acești termeni.
Întreaga operă a lui Hemingway are un puternic caracter autobiografic, fiind dominată de conflicte emoționale puternice.  Începând cu romanele pline de exuberanță tinerească The Torrents of Spring, Fiesta și Adio, arme, continuând cu solidele  Green Hills of Africa, Winner Takes Nothing și To Have and Have Not și culminând cu complexele Pentru cine bat clopotele, Across the River and into the Trees și Bătrânul și marea, traiectoria operei lui Hemingway este un continuu crescendo al acelorași teme etern umane: naștere, moarte, viață, neant, luptă, cedare, fidelitate, trădare.
În perioada de stagnare, Hemingway a reușit să creeze cadrul pentru mai multe romane noi, însă acestea nu s-au transformat niciodată în lucrări complete. A lăsat deoparte aceste lucrări nereușite și a început să scrie povestea unui bătrân pescar din Cuba (The Old Man and the Sea, trad. Bătrânul și marea).

## Opere publicate antum

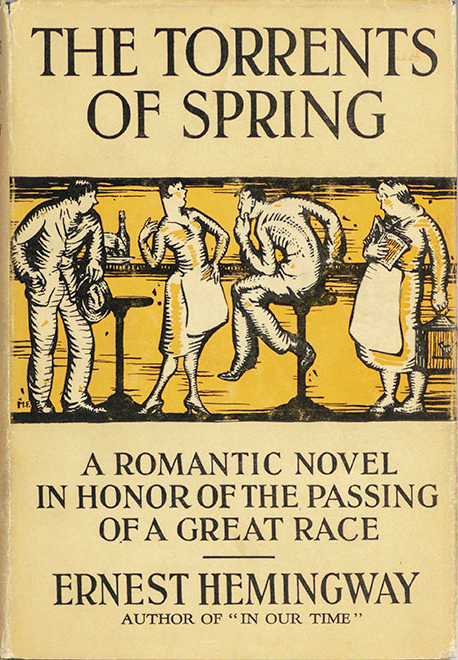
Coperta primei ediții a nuvelei Torentele primăverii, 1926

Aceasta reprezintă o listă de lucrări publicate de Ernest Hemingway în timpul vieții sale. Deși o mare parte din scrierile sale ulterioare au fost publicate postum, acestea au fost terminate fără supravegherea sa, spre deosebire de lucrările enumerate mai jos.
- 1923 - Three Stories and Ten Poems (Trei Povestiri și Zece Poeme) (povestiri)
- 1925 - In Our Time (În timpul nostru) (povestiri)
- 1926 - The Torrents of Spring (Torentele primăverii) (roman)
- 1926 - Fiesta (The Sun Also Rises)
- 1927 - Men Without Women (Bărbați fără femei) (povestiri)
- 1929 - Adio, arme (A Farewell to Arms) (roman)
- 1930 - The Fifth Column and the First Forty-Nine Stories (Coloana a cincea și Primele patruzeci și nouă de povestiri) (povestiri)
- 1932 - Death in the Afternoon (Moartea după-amiază) (roman)
- 1933 - Winner Takes Nothing (Învingătorul nu ia nimic) (povestiri)
- 1935 - Green Hills of Africa (Colinele verzi ale Africii) (roman)
- 1937 - To Have and Have Not (A avea și a nu avea) (roman)
- 1939 - The Snows of Kilimanjaro and Other Stories (Zăpezile de pe Kilimanjaro) (povestiri)
- 1940 - Pentru cine bat clopotele (For Whom the Bell Tolls) (roman)
- 1942 - Men at War (Bărbați la război) (antologie de lucrări revăzute)
- 1950 - Across the River and into the Trees (Dincolo de râu și între copaci) (roman)
- 1952 - Bătrânul și marea (The Old Man and the Sea) (roman)

## Opere publicate postum
- 1962 - The Wild Years (Anii sălbatici) (compilație)
- 1964 - A Moveable Feast - (roman)
- 1967 - By-Lines - (articole publicate în Toronto Star)
- 1970 - Islands in the Stream (Insule în derivă) (roman)
- 1972 - The Nick Adams Stories (Povestirile lui Nick Adams) - volum de scurte povestiri
- 1979 - 88 Poems (88 Poezii) (poeme)
- 1981 - Selected Letters (Corepondență selectivă)

## Adaptări
- 1943 Pentru cine bat clopotele (For Whom the Bell Tolls), regia Sam Wood;
- 1946 Ucigașii (The Killers), regia Robert Siodmak;
- 1952 Zăpezile de pe Kilimanjaro (The Snows of Kilimanjaro), Henry King;
- 1957 Adio arme (A Farewell to Arms), regia John Huston și Charles Vidor;
- 1958 Bătrânul și marea (The Old Man and the Sea), regia	John Sturges și Fred Zinnemann;
- 1964 Ucigașii (The Killers), regia Don Siegel;